# Yesterday/Love to stay
「Yesterday/Love to stay」（イエスタデイ/ラブ トゥ ステイ）は、日本の歌手SATOMI'のメジャー1枚目のシングルである。2006年2月8日発売。発売元は青空レコード。

## 概要
- 日本でのデビューシングル。
- 期間限定シングルとして「Love to stay」が同時リリースされている。
- 初回生産分のみスリープケース付き。
- PV監督は「Yesterday」「Love to stay」共にDEA FILMS。

## 収録曲
1. Yesterday(4:46)
作詞：Satton・伊秩弘将、作曲：伊秩弘将、編曲：松田博之
2. Love to stay(5:07)
作詞：Michael Choi、作曲：Ijichi、編曲：Michael Choi・David Whitmey
3. Mystery(3:17)
作詞：Satton・伊秩弘将、作曲：伊秩弘将、編曲：UTA
4. Oh! feat.Doc Brown(4:28)
作詞：Celetia Martin・Doc Brown、作曲：Colin Emmanuel

## 収録アルバム
- オリジナル『Diamondlily』（2007年2月7日）

## タイアップ
- Yesterday：NTV系「DRAMA COMPLEX」主題歌。FM山口2006年2月度パワープレイ「PUSH ONE」邦楽。